# Bartholomeus V. Welser

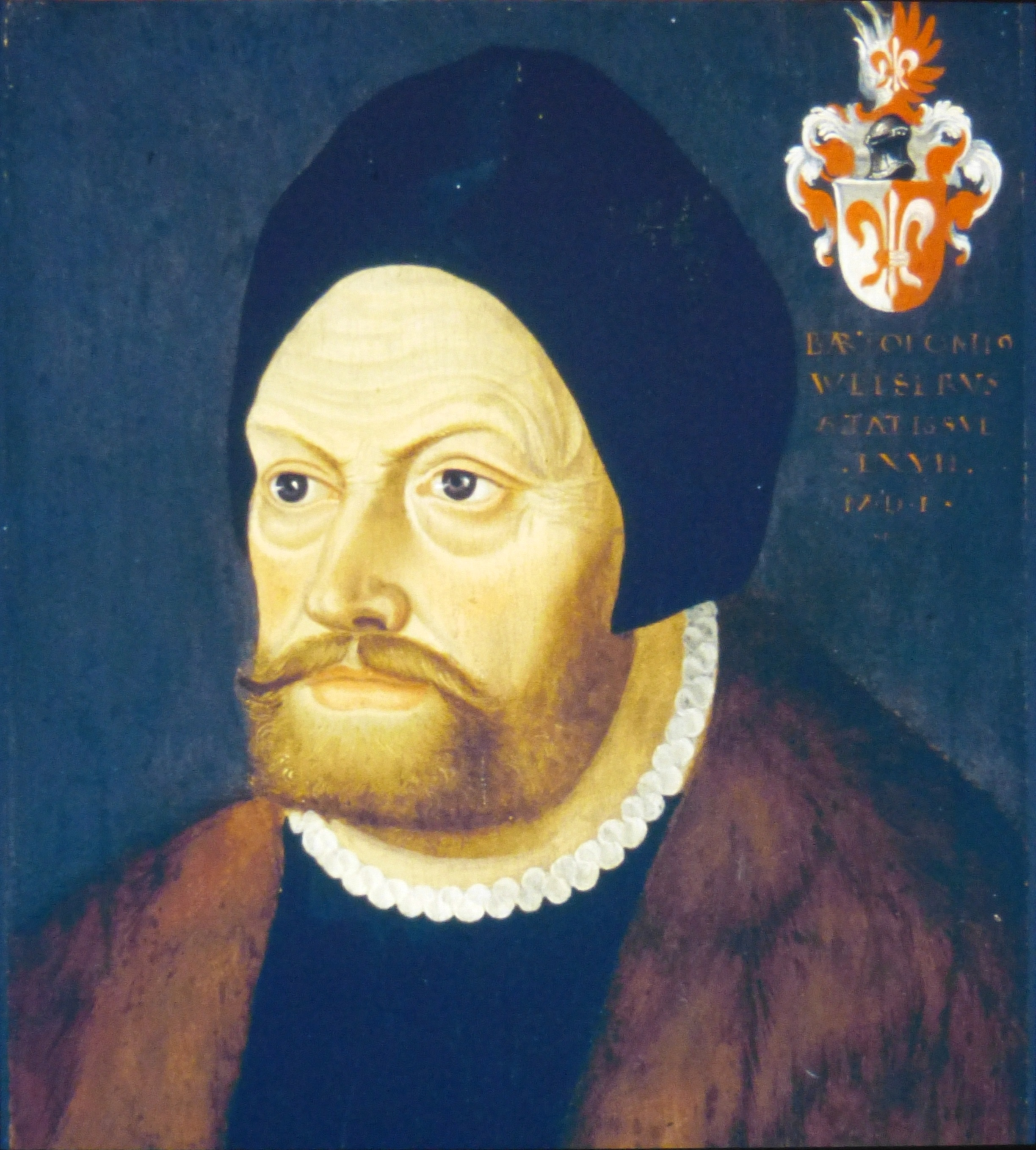
Bartholomeus Welser

Príncipe Bartholomeus Welser (25 de junho de 1484 em Memmingen - 28 de março de 1561 em Amberg) foi um banqueiro alemão. Em 1528 assinou um acordo com Carlos V, imperador do Sacro Império Romano, concedendo uma concessão na Província da Venezuela, que se tornou Klein-Venedig até que a concessão foi revogada em 1546.